# Oskar Möller
Oskar Möller, född 18 september 1880 i Kuopio, död 7 januari 1971 i Helsingfors, var en finländsk jurist.
Möller avlade rättsexamen 1904 och var 1923–1934 förvaltningsråd, 1934–1945 justitieråd och 1945–1950 president i Högsta domstolen. Han verkade under krigsansvarighetsprocessen 1945–1946 som domstolens ordförande och sökte härvid påverka dess övriga medlemmar att fatta beslut i enlighet med regeringens önskan.
Han blev juris hedersdoktor 1948. 

## Utmärkelser
- Kommendör av 1. klass av Nordstjärneorden,  1933[1]
- Storkorset av Finlands Vita Ros’ orden,  1946[1]

[Redigera Wikidata]